# Ust´-Kiran
Ust´-Kiran (ros. Усть-Киран) – wieś w Rosji, w Buriacji, w rejonie kiachtyńskim. W 2010 liczyła 1100 mieszkańców.